# Зоопарк Литл-Рока
Зоопарк Литл-Рока (англ. Little Rock Zoo) — зоопарк в городе Литл-Рок (США, столица штата Арканзас). Входит в Ассоциацию зоопарков и аквариумов (англ. Association of Zoos and Aquariums). Является единственным зоопарком в штате Арканзас.
Зоопарк был основан в 1926 году. Первоначально его коллекция состояла из всего двух животных — волка и бурого медведя из цирка.
По состоянию на начало 2008 года коллекция зоопарка включает 725 животных, представителей более чем двухсот видов. Зоопарк участвует в программе разведения животных, находящихся под угрозой вымирания.